# Dwór w Bykowcach
Dwór w Bykowcach (czasem także dwór Tarnawieckich) – zabytkowy dwór w Bykowcach.
Znajduje się w Zawadce (części Bykowiec) przy ulicy Stanisławy Tarnowieckiej.

## Historia

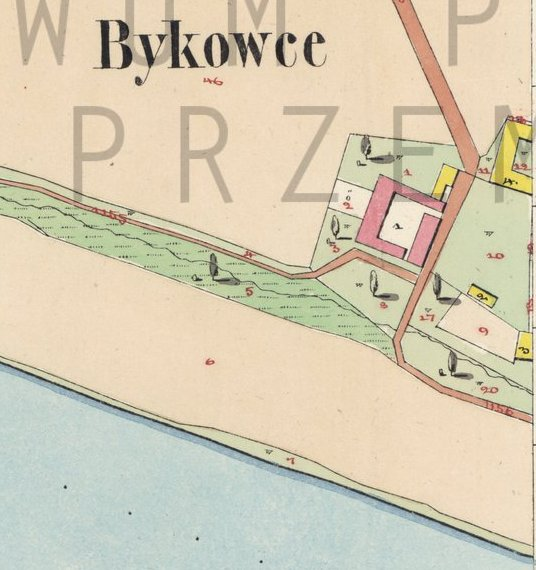
Obszar dworski na mapie z 1852

Na przełomie XIX/XX wieku Bykowce należały do rodziny Tarnawieckich. W połowie XIX dobra posiadał Marceli Tarnawiecki (wspólnie z nim baron Wetzlar). Według stanu z 1868 właścicielem dóbr Bykowce był Adam Wiktor (władający pobliskim Załużem). W ewidencji z 1872 ponownie właścicielem był Marceli Tarnawiecki, a po jego śmierci (1886) wieś przejęli jego spadkobiercy. Około 1890 majątek w Bykowcach objął we władanie Aleksander Tarnawiecki, który posiadał go do końca życia (1898). Później, przez wiele lat dobrami władała wdowa po nim, Stanisława Tarnawiecka. Pozostawała ona właścicielką Bykowiec jeszcze w latach 20. XX wieku (zmarła w 1923).
Na początku XX wieku rodzina właścicieli wybudowała budynek dworski na fundamentach poprzedniego dworku (najprawdopodobniej z XVIII wieku). Pochodzące z tego czasu piwnice dworu mają sklepienia kolebkowe. Dwór jest wybudowany w stylu architektury uzdrowiskowej, murowany i otynkowany. W północno-wschodnim narożniku budynku jest usytuowany drewniany ganek (taras) z balustradą, zwieńczoną wieżyczką.
W dworze u Tarnawieckich bywały osobistości, m.in. Stanisław Ciechanowski, Feliks Jasieński. 25 maja 1899 w majątku w Bykowcach zmarł ojciec Stanisławy Tarnawieckiej, Rudolf Schwarz. 3 grudnia 1912 zakończyła tam życie jego żona i matka Stanisławy, Ludmiła Schwarz. W latach 20. XX w. właścicielką dworu była także Zdzisława Tarnowiecka. W latach 20. zarządcami majątku byli Adrian Gedl, po nim Zubowski. Po śmierci Stanisławy Tarnawieckiej w 1923 własność dworu objęła przeznaczona przez nią w testamencie spadkobierczyni, tj. jej siostra Ludmiła (znana też jako Lody Palasara), która następnie zbyła majątek prawnikowi Władysławowi Płanecie z Radomska w 1927. Drugi mąż Stanisławy Tarnawieckiej, Ludwik Baldwin-Ramułt, mieszkał jednak tutaj do swojej śmierci w 1929 roku, a jego dzieci z pierwszego małżeństwa także zażądały udziału w spadku. W latach 20. zarządcą dóbr w Bykowcach był zmarły w 1928 Jan Spanily (mąż miejscowej nauczycielki Marii Spanily). Płanetowie byli właścicielami majątku do wybuchu II wojny światowej. W latach 1929–1930 przeprowadzili gruntowny remont dworu. W 1939 do dworu w Bykowcach był przypisany jako administrator Eugeniusz Nowak. 
Po II wojnie światowej został częściowo rozebrany. W 1971 trwały prace konserwacyjno-remontowe dworu. W 1976 był poddany remontowi. W okresie PRL zabudowania użytkowało państwowe gospodarstwo rolne. W latach 70. XX wieku w zabudowaniach dworu działała kawiarnia „Pod kuźnią”. W latach 80. XX wieku w pomieszczeniach dworu stworzono należące do PGR przedszkole.
W późniejszych latach budynek pozostawał nieużytkowany. Na początku XXI wieku dwór pozostał bez właściciela, a pełnienie zarządu nad budynkiem podjął Oddział Terenowy Agencji Nieruchomości Rolnych w Rzeszowie. Został zawarta umowa dzierżawy dworu na okres 12 lat do 2015.
Dwór jest położony w zespole dworsko-pałacowym, także wpisanym do rejestru zabytków; otoczony przez zieleń. W zachowanych pozostałościach parku wokół budynku dworskiego rosną topole, jesiony, dęby szypułkowe. Do dworu wiedzie aleja otoczony drzewami.

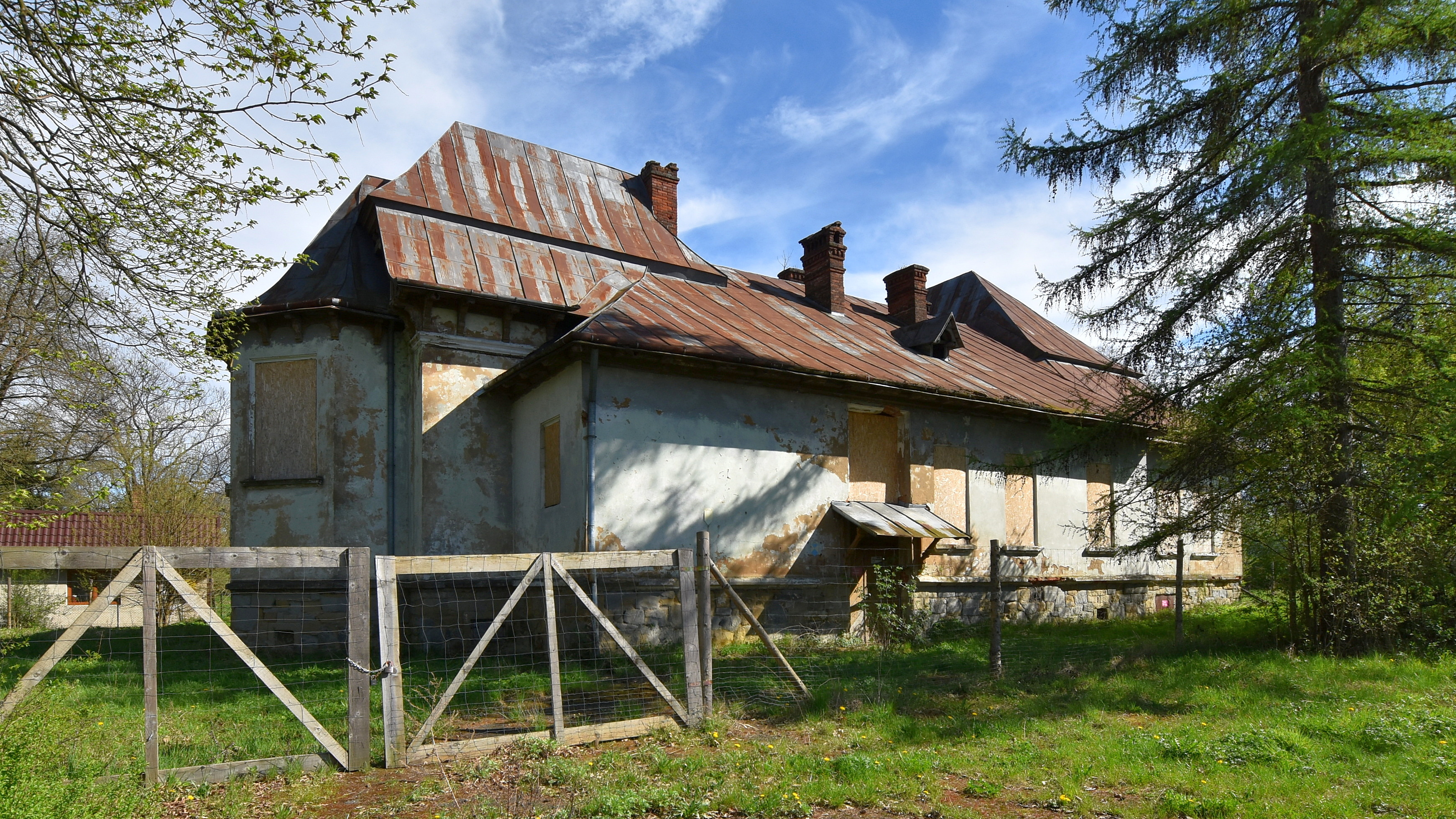
Elewacja boczna
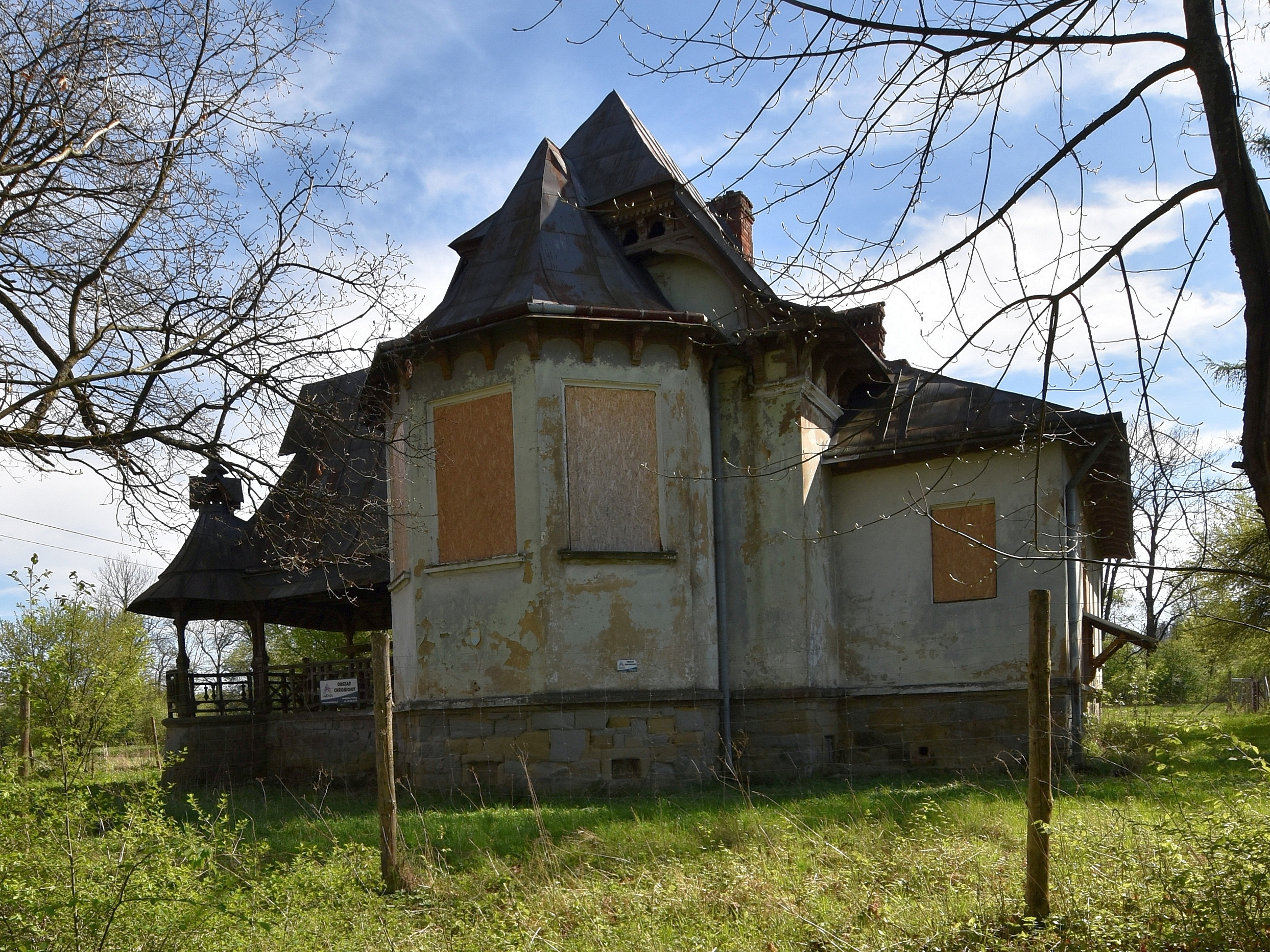
Elewacja tylna
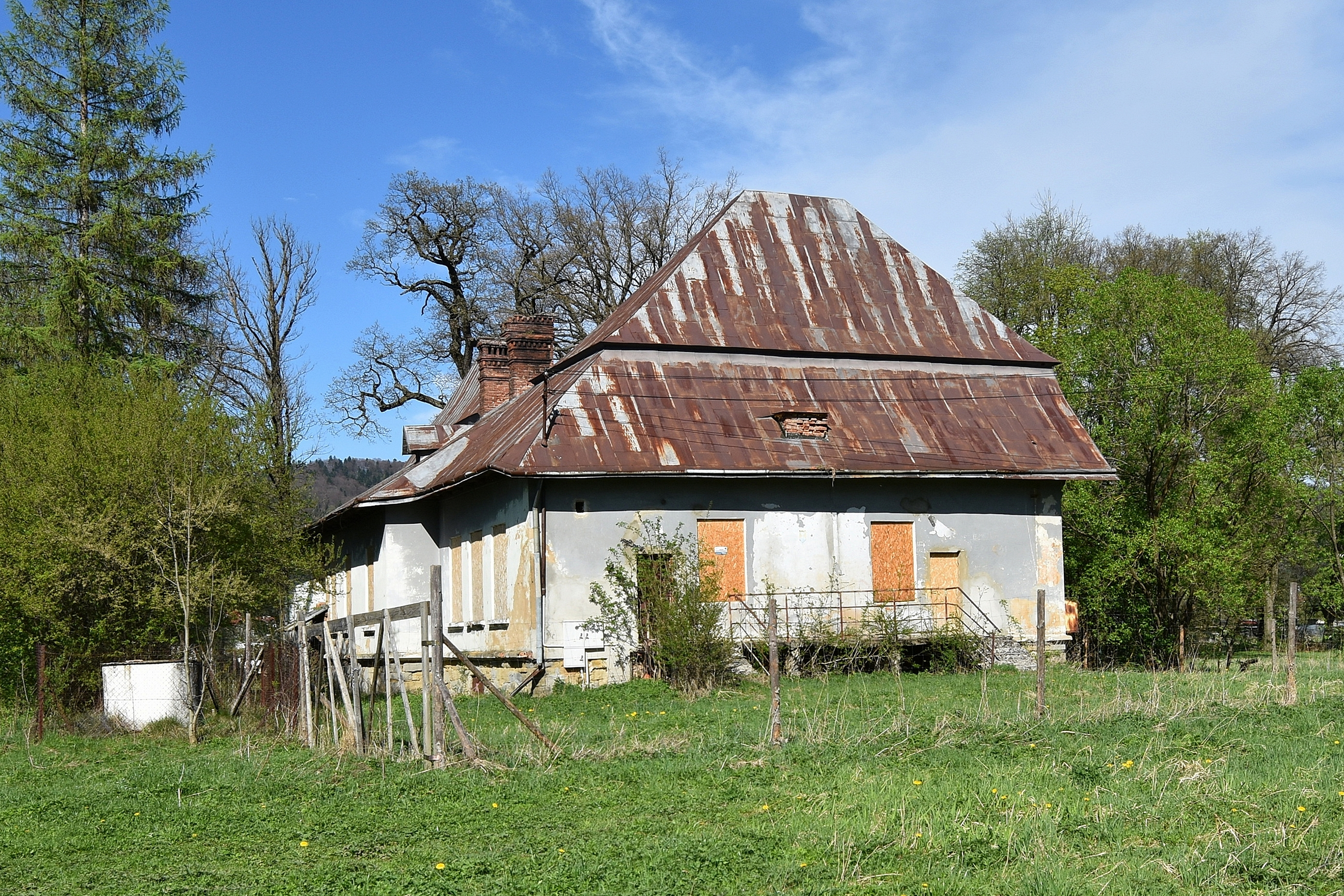
Elewacja tylna